# Полиция Пакистана
Поли́ция Пакиста́на (урду قانون نافذ کرنے والے ادارے‎ англ. Those who enforce the law) — система государственных служб и органов в Пакистане. Находится в ведении министерства внутренних дел государства.

## История

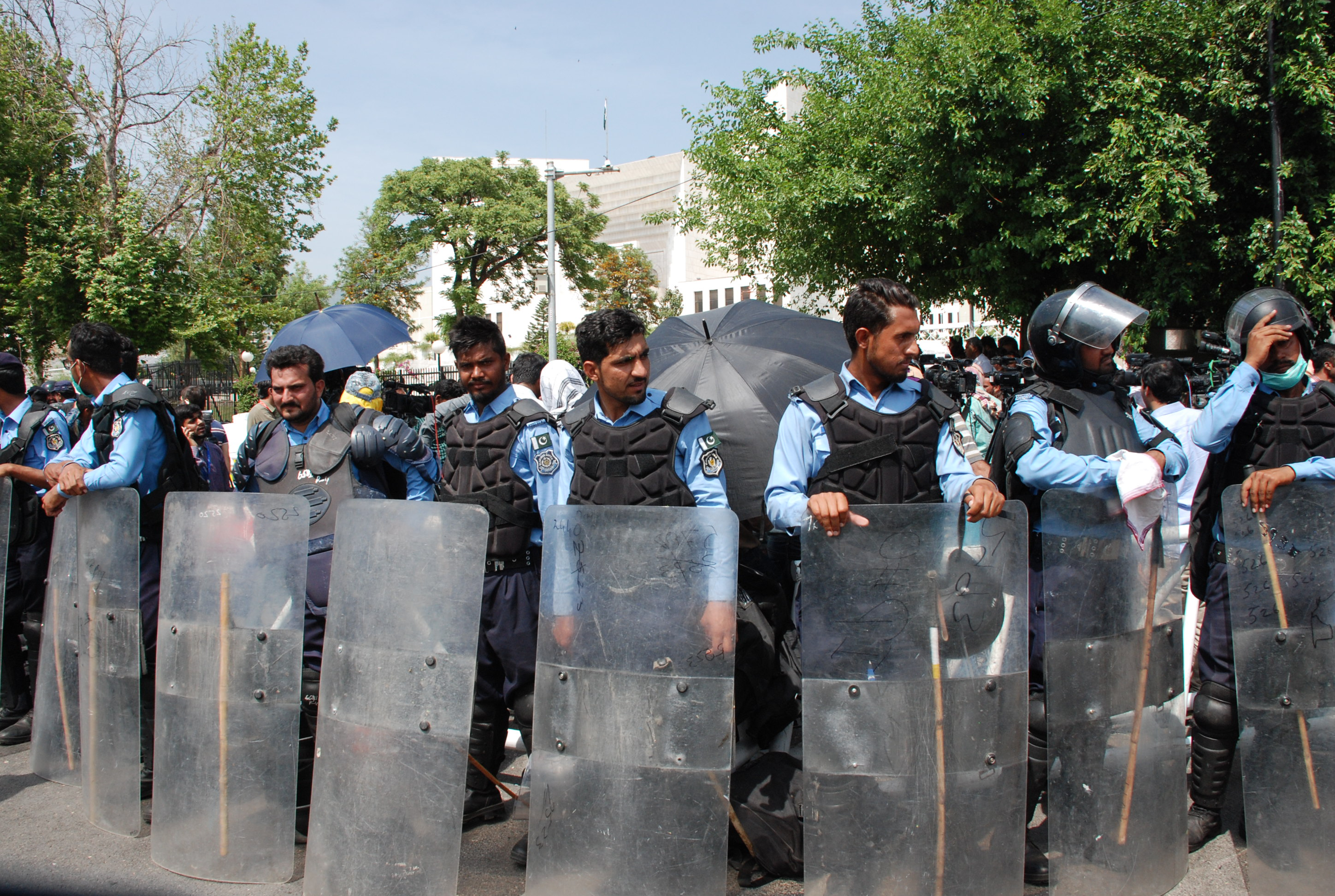
Пакистанские полицейские в 2017 году.

В 1861 году была создана полиция Британской Индии, её основной целью было держать население в страхе и напряжении. Становления полиции как политически нейтральной организации служащей для честного и справедливого исполнения закона — не произошло. Полиция была создана в ответ на социальные и политические реалии того времени: сбор доходов с земельных участков, поддержание законности и порядка. В колониальное время пакистанцы составляли сержантский состав полиции, а европейцы служили офицерами.
Полиция Пакистана была создана в 1947 году на базе полицейской системы Британской Индии, унаследовав её главную проблему — коррумпированность. В 1996 году полицейские застрелили пакистанского политика Муртазу Бхутто. С началом американского вторжения в Афганистан и войны на северо-западе Пакистана, полицейские столкнулись с резким ростом преступлений и насилия в провинции Хайбер-Пахтунхва. В этой провинции на полицейских идёт «охота», убивают как рядовых сотрудников, так и руководителей высшего звена. Так, в 2010 году, смертник-самоубийца взорвал автомобиль с комендантом пограничной полиции Салватом Гаюром.

## Военизированные подразделения
- Пакистанские рейнджеры
- Пограничный корпус Пакистана
- Пограничная полиция Пакистана

## Крупные операции
- Беспорядки в Карачи (2007)
- Беспорядки в Карачи (2010)
- Беспорядки в Карачи (2011)
- Ограбление банка в Карачи (2009)
- Полицейская операция в Лайари

## Галерея

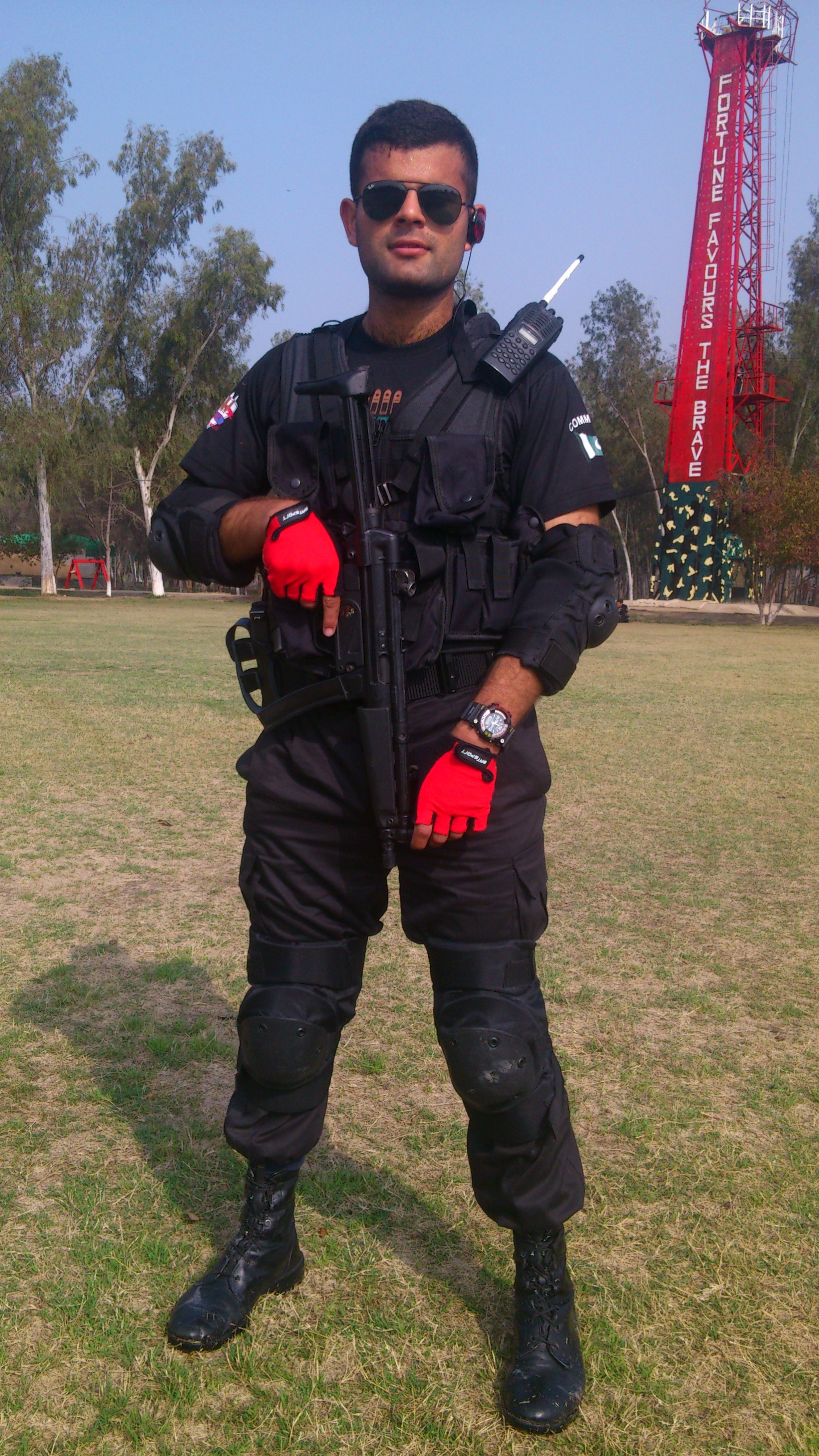
Молодой пакистанский элитный полицейский.
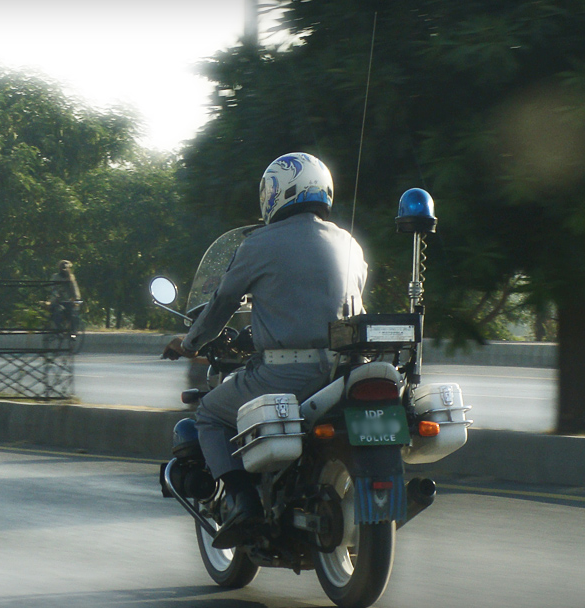
Полицейский мотоциклист
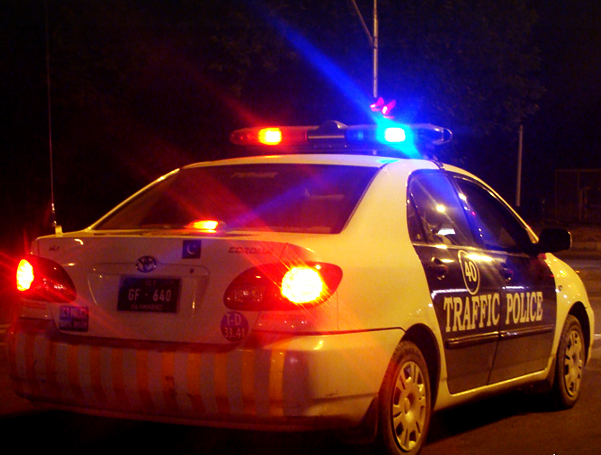
Toyota Corolla исламабадских полицейских в 2009 году
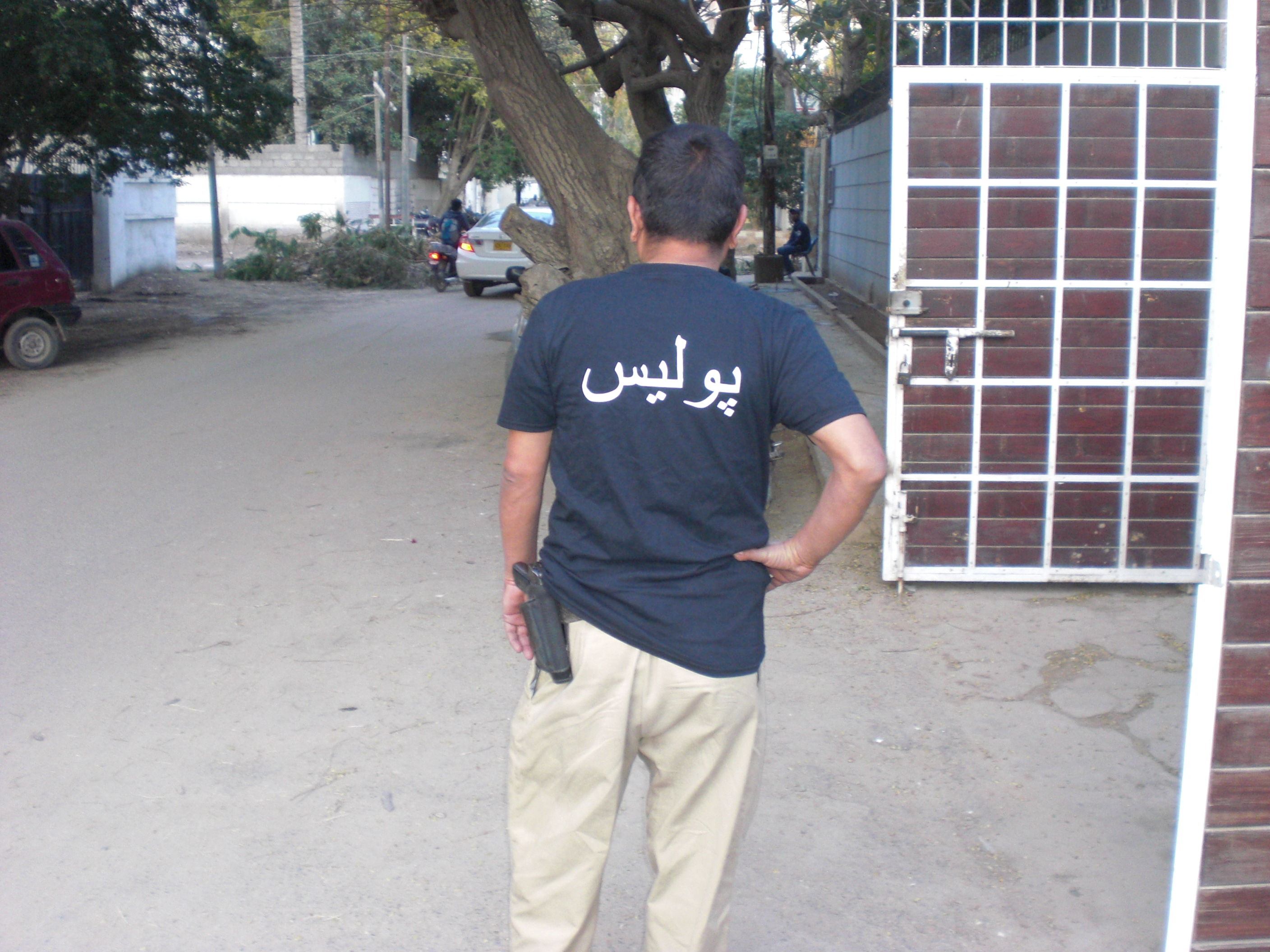
Синдский полицейский констебль с пистолетом
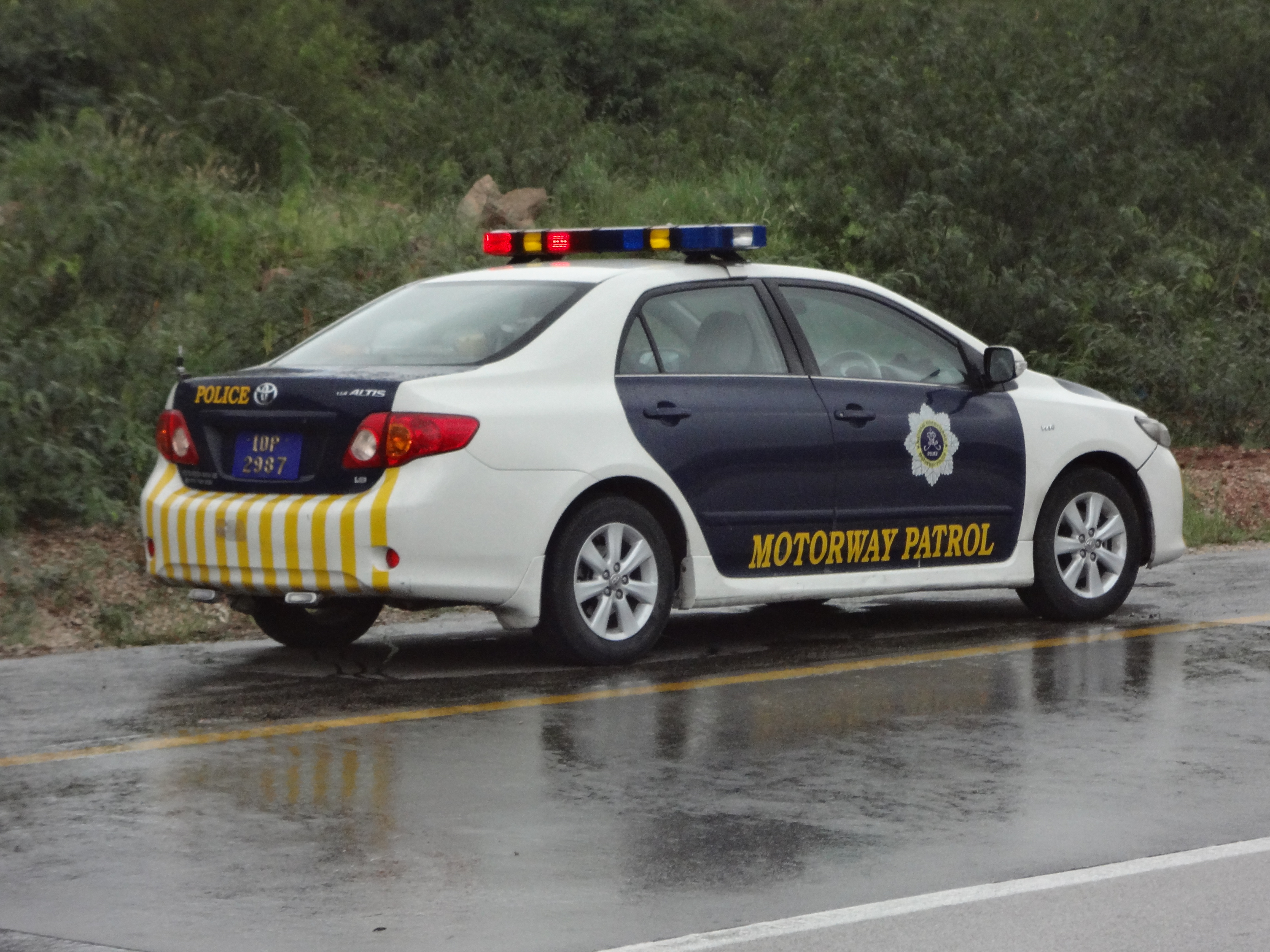
Дорожная полиция в 2012 году
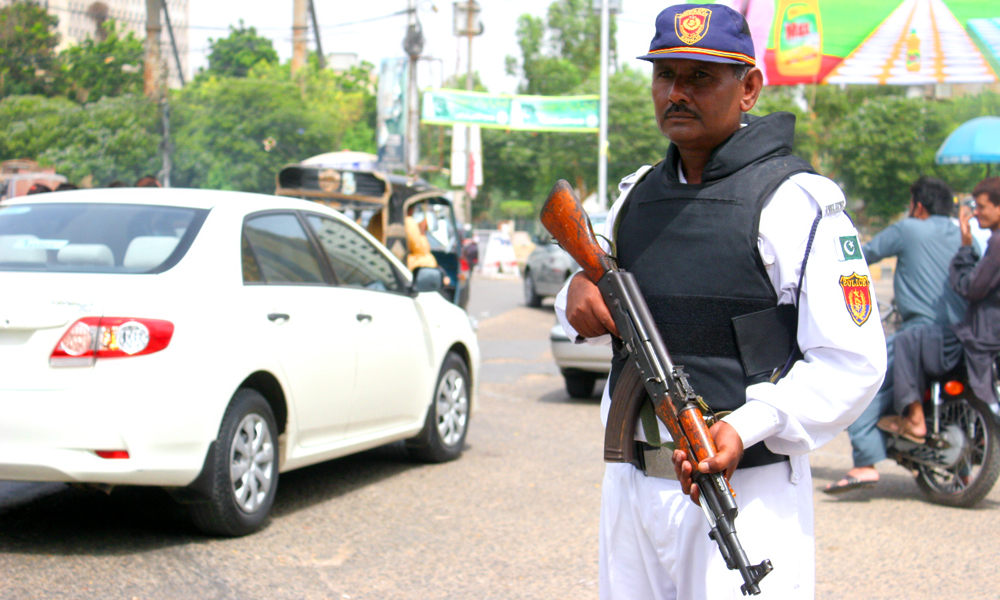
Дорожная полиция Карачи в 2015 году
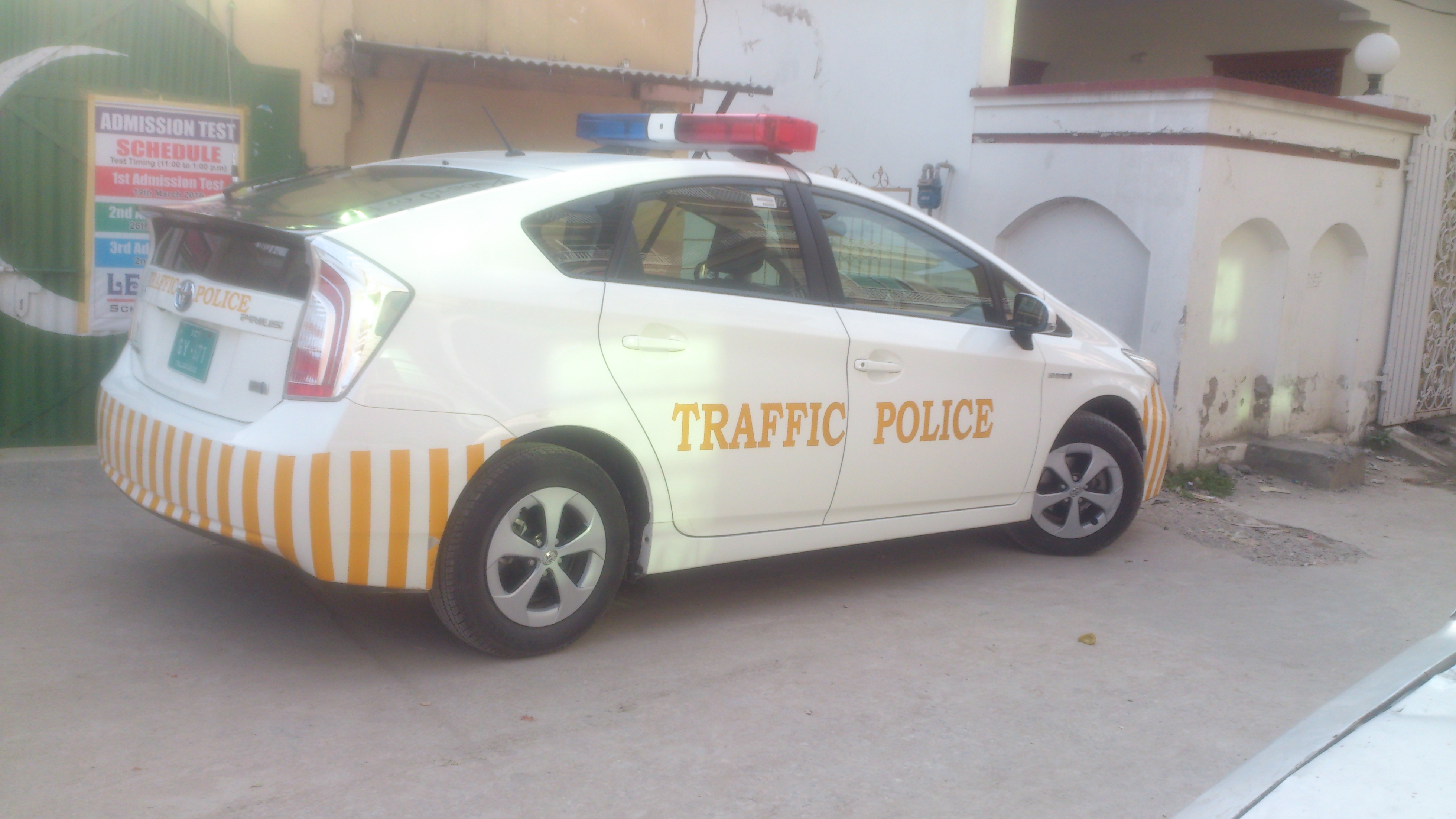
Полицейский Prius в Исламабаде в 2016 году
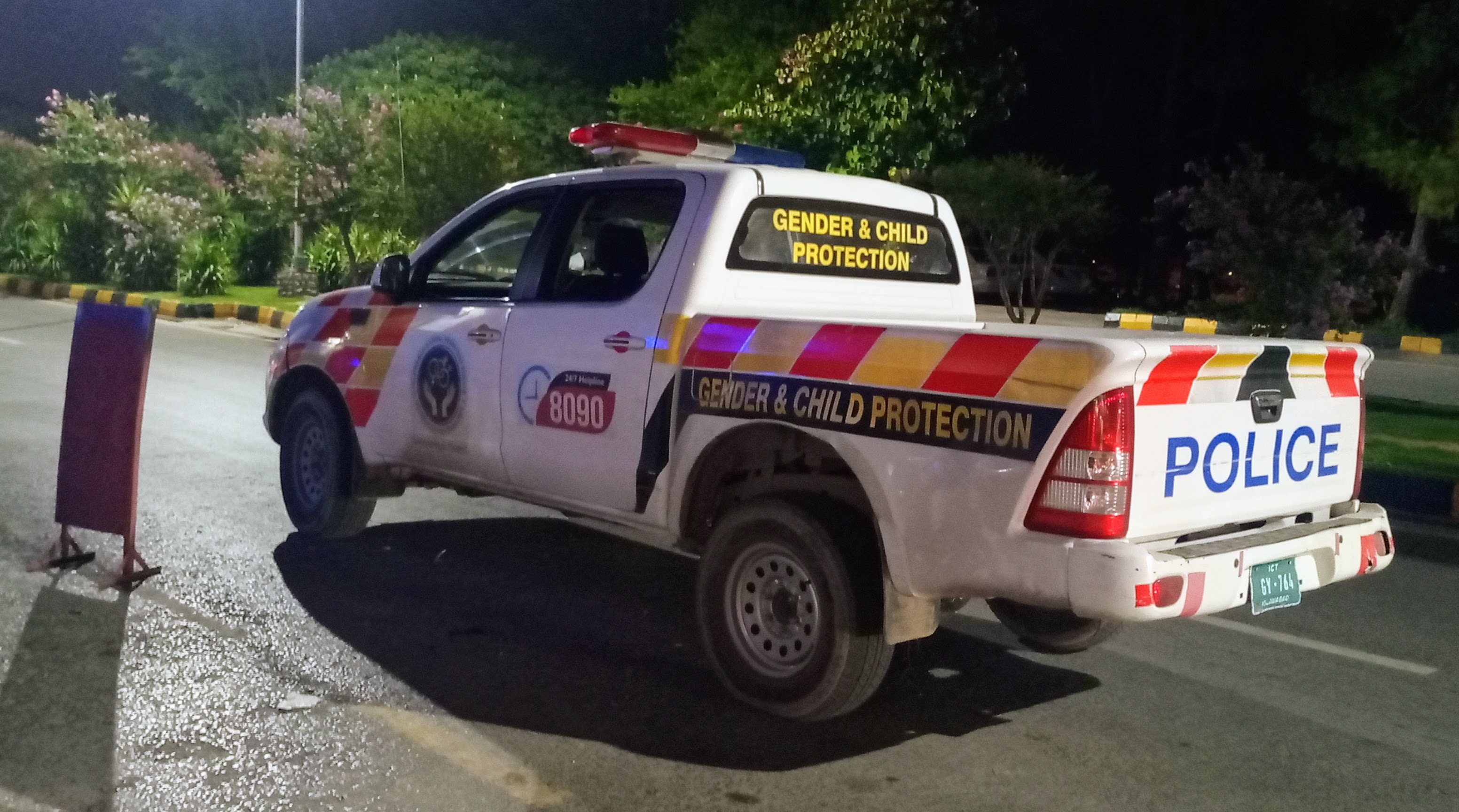
Автомобиль подразделения по защите гендеров и детей
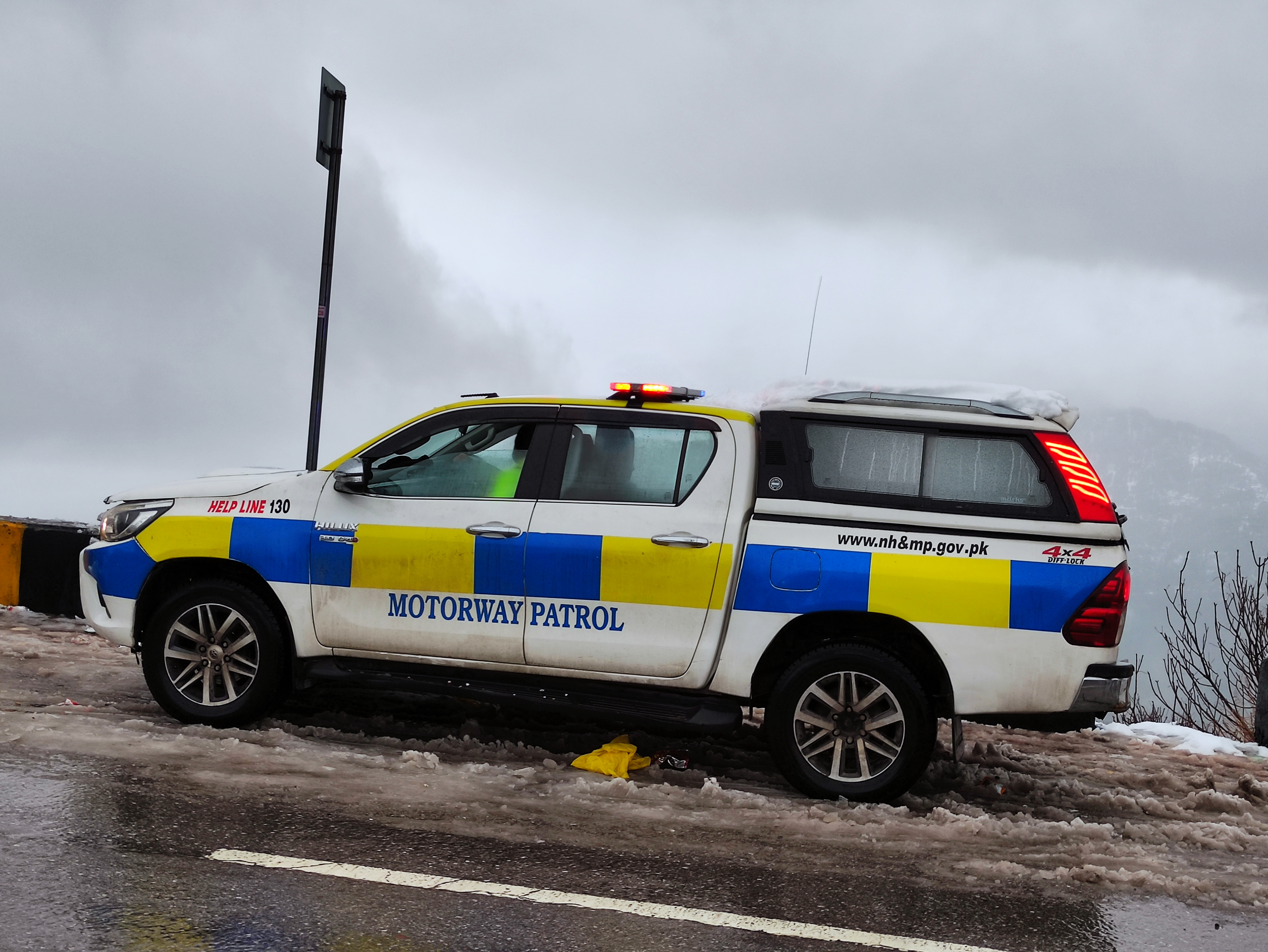
Дорожная полиция в 2022 году
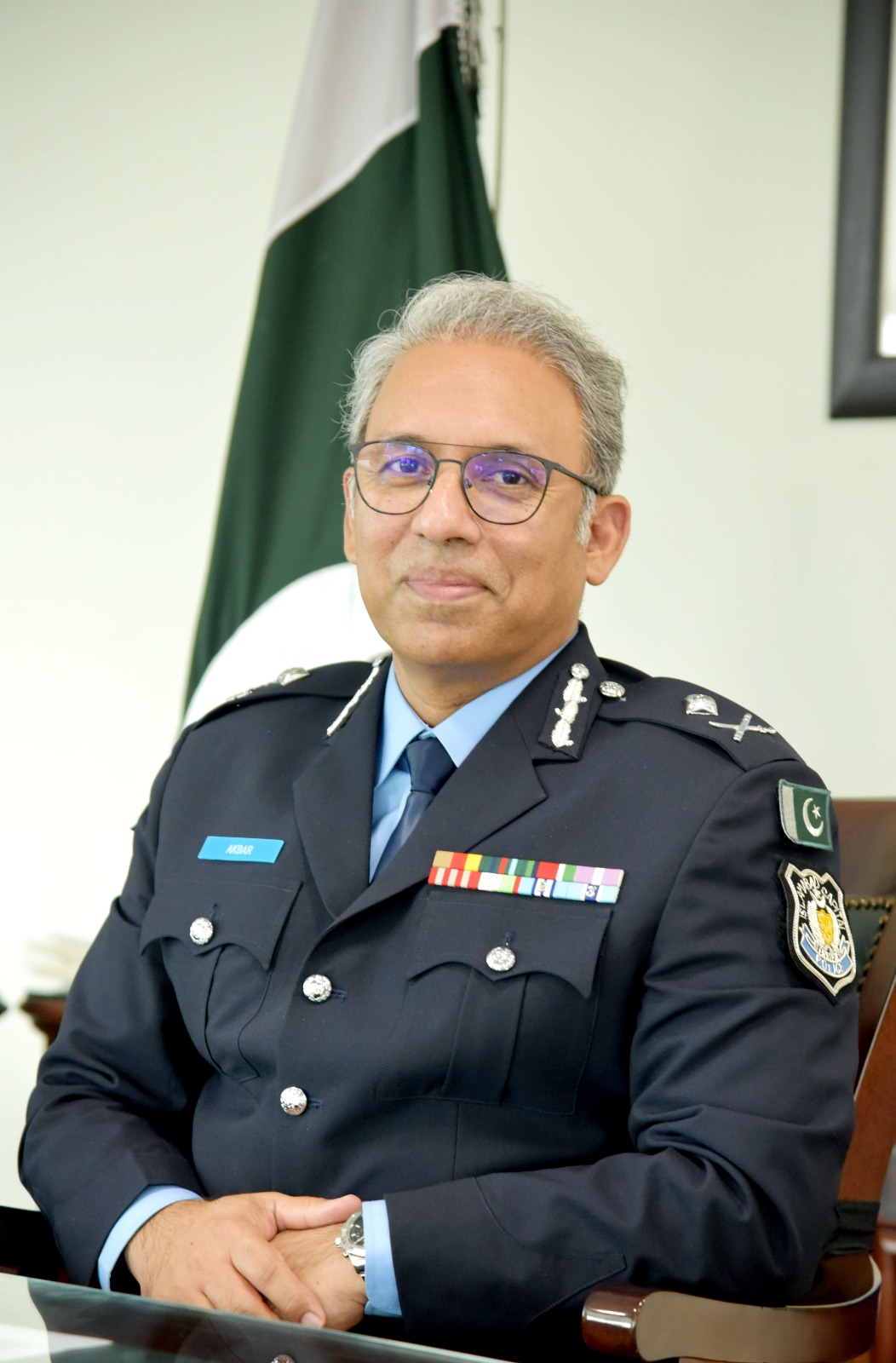
Генеральный инспектор полиции Исламабада Akbar Nasir Khan в 2022 году